# 河內國分站
河內國分站（日语：／ Kawachi Kokubu eki */?）是位於大阪府柏原市國分本町一丁目，屬於近畿日本鐵道（近鐵）的大阪線車站。車站編號為「D18」。副站名為「關西福祉科學大學前」。本站曾以「國分站」稱呼。

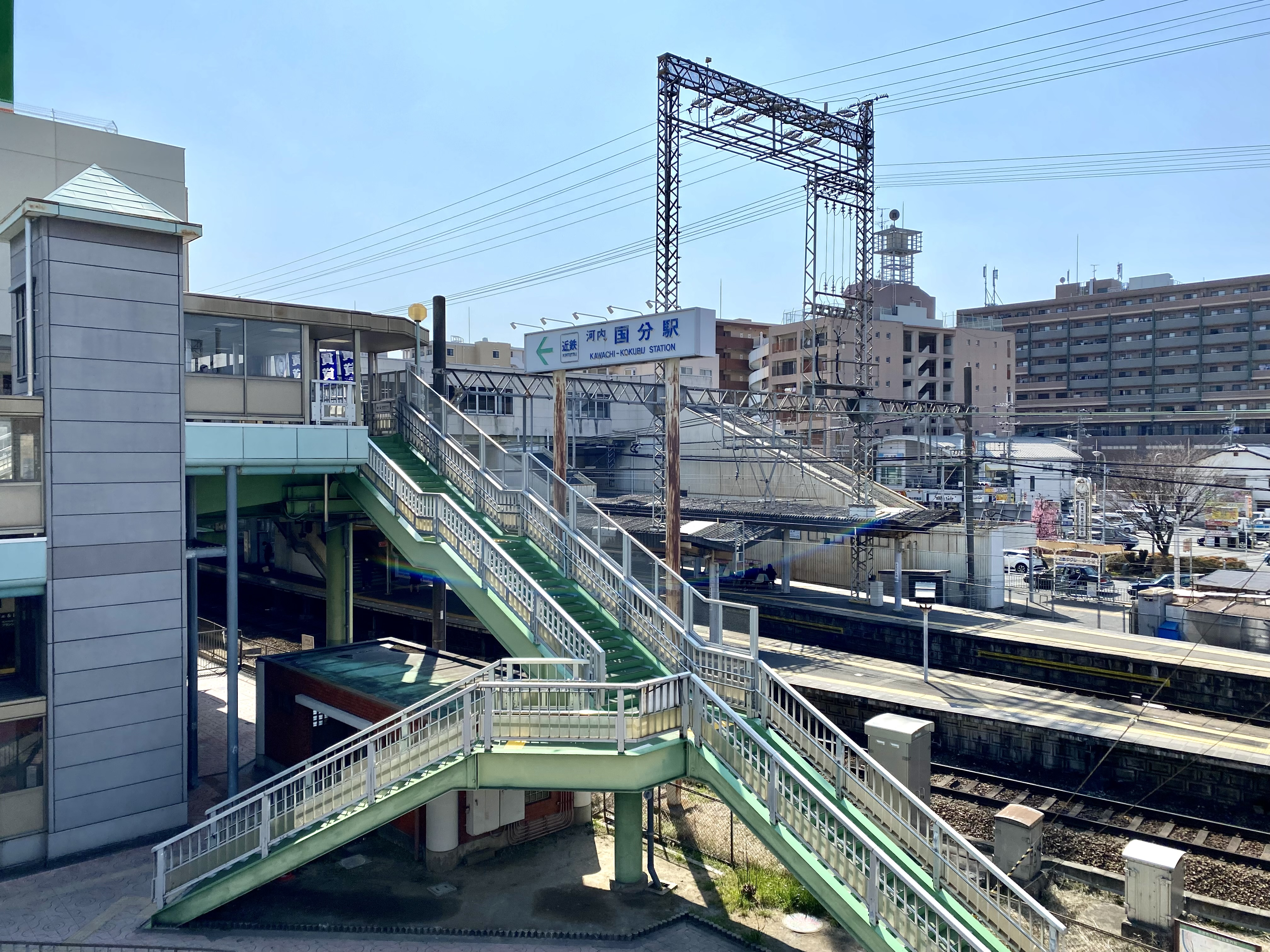
東口(2022年3月)

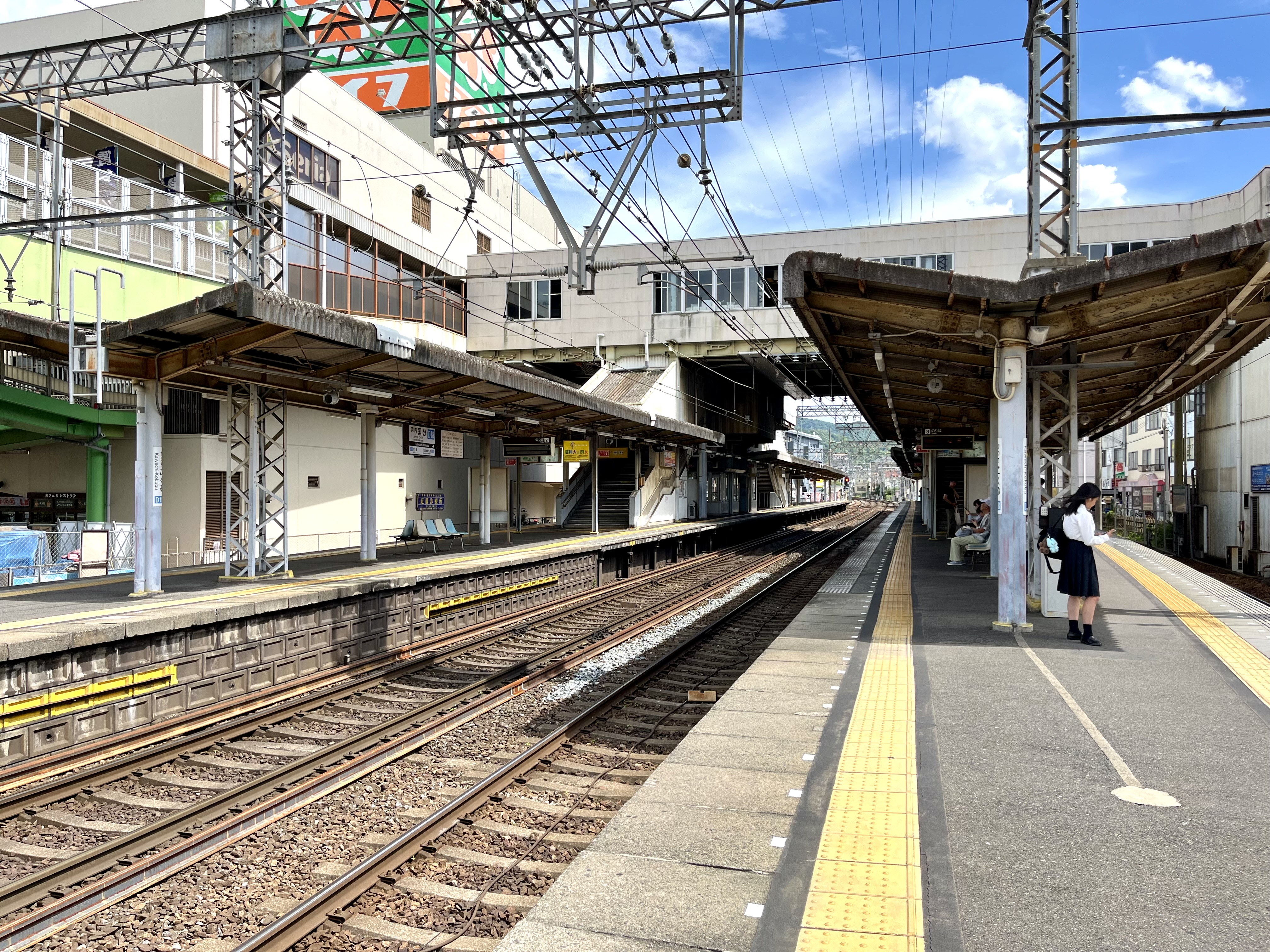
月台(2024年7月)

## 歷史
- 1927年（昭和2年）7月1日[1]- 大阪電氣軌道八木線（現時為大阪線）恩智至高田之間開通，此站啟用，當時車站名為國分站[2]。
- 1938年（昭和13年）6月 - 上下行設置待避線。
- 1941年（昭和16年）3月15日 - 大阪電氣軌道與参宮急行電鐵合併，關西急行鐵道成立[2]。同時改名為河內國分站[3]。
- 1944年（昭和19年）6月1日 - 關西急行鐵道與南海鐵道（為南海電氣鐵道的前身）合併，成為近畿日本鐵道的車站[2]。
- 1966年（昭和41年）11月12日 - 發生近鐵河內國分站列車碰撞事故（日语：日本の鉄道事故_(1950年から1999年)#近鉄河内国分駅列車追突事故），使10000系初代Vista Car（日语：近鉄10000系電車）嚴重損毀。
- 1967年（昭和42年）12月 - 設置引上線。
- 1982年（昭和57年）5月24日 - 跨站式站房落成。
- 2003年（平成15年）3月6日 - 設定為急行停車站。
- 2007年（平成19年）4月1日 - 車站可以使用PiTaPa[4]。
- 2011年（平成23年）12月26日 - 副駅名設定為「關西福祉科學大學前」[5]。
- 2016年（平成28年）10月16日 - 一名男視障人士在下行月台中跌倒至路軌上，被特急列車撞到而造成死亡（鐵道人身事故（日语：鉄道人身障害事故））[6][7]

- 舊東出口
- 舊站內通道
- 舊西出口

## 車站構造
本站為跨站式站房的地面車站，站內設有2面4線的島式月台，並設有待避線。跨站式站房於1982年5月落成。設有1處閘口，並設有東西雙方出入口，東側出入口連接LIFE。月台可容納6卡車廂。

### 月台
| 月台 | 路線   | 上下行 | 方向                                               |
| ---- | ------ | ------ | -------------------------------------------------- |
| 1、2 | 大阪線 | 下行   | 五位堂、大和八木、名張方向 伊勢志摩方向 名古屋方向 |
| 3、4 | 大阪線 | 上行   | 八尾、大阪上本町方向 大阪難波、尼崎、神戶三宮方向  |

- 內側2線（2號與3號月台）為主本線，外側2線（1號和4號月台）為待避線。
- 1號月台名張方向設有引上線。在此折返的列車會使用引上線，隨後折返至上行線月台。此外，2號月台的列車也可使用引上線作折返之用。

## 特徴

### 停站列車
- 急行以下的一般列車均停此站，準急列車在此站至名張站之間各站停車[8]。
- 在平日上午和黃昏後，設有列車來往大阪上本町站至此站之間。
  - 在早上和黃昏設有準急列車班次，部分普通列車會在此站折返。以此站為起點站前往大阪上本町的列車包括，平日黃昏的1班準急列車、平日4班區間準急列車和星期六及假日1班區間準急列車[8]。
- 大阪線急行列車會在此進行待避。此站經常有列車待避及緩急接續。
  - 在日間，每小時各設有1班上下行急行列車會等候特急通過。在繁忙時間中，部分準急以下列車會等候特急特急或快速急行列車通過[8]。
  - 在日間，大約2/3下行（名張方向）急行列車及部分上行（大阪方向）急行列車與區間準急進行緩急接續。在繁忙時間中，準急列車與普通列車進行緩急接續[8]。
  - 在黃昏後，大部分上行（大阪方向）急行列車與準急以下的列車進行緩急接續，以及準急與普通列車進行緩急接續。下行（名張方向）除了晚間，或往大和八木的尾班急行列車外，所有列車（星期六及假日部分列車外）均可與區間準急進行緩急接續[8]。
- 在日間時段，每小時設有3班急行、3班區間準急與1班普通列車[8]。

### 設備、營業上
- 車站由近鐵八尾站管理的有人車站。
- 車站設有可使用PiTaPa、ICOCA的自動閘機（日语：自動改札機）和自動補票機（日语：自動精算機）（可支援回數（日语：回数乗車券）卡及IC卡，以及IC卡增值功能）。
- 車站設有櫃臺（只限黃昏部分時間）和自動售票機售賣特急票及定期票[9]。

## 在此站上下車人次
以下列出近年來1日中上下車人次：
- 2018年11月13日：16,458人
- 2015年11月10日：15,804人
- 2012年11月13日：15,301人
- 2010年11月9日：15,563人
- 2008年11月18日：16,626人
- 2005年11月8日：17,076人

## 車站周邊
東出口迴旅路前的國分路口是國道25號與國道165號的分支點。此外，該分支點還連接府道堺大和高田線，為該地區的道路交通樞紐。在車站周邊主要為住宅區和農地。
企業
- Joyfull國分（直連車站）
  - LIFE（日语：ライフコーポレーション）國分店
- 松下自行車技術（日语：パナソニック サイクルテック）總部

學校
- 關西福祉科學大學（日语：関西福祉科学大学）
- 關西女子短期大學
- 關西福祉科學大學高等學校（日语：関西福祉科学大学高等学校）
- 柏原市立國分中學（日语：柏原市立国分中学校）
- 柏原市立玉手中學（日语：柏原市立玉手中学校）
- 柏原市立國分小學（日语：柏原市立国分小学校）
- 大阪市立長谷川小學、中學（日语：大阪市立長谷川小学校・中学校）

公共設施
- 柏原羽曳野藤井寺消防組合（日语：柏原羽曳野藤井寺消防組合）國分出張所
- 柏原國分本町郵局
- 高井田站 - JR關西本線（步行約10分鐘）
- 道明寺站 - 近鐵南大阪線（西邊約1.5km）

其他
- 大和川
- 國豐橋（日语：国豊橋）
- 柏原市立玉手山公園（日语：柏原市立玉手山公園）（舊近鐵玉手山遊園地（日语：近鉄玉手山遊園地））
  - 安福寺（日语：安福寺 (柏原市)）
- 茶臼塚古墳（日语：茶臼塚古墳 (柏原市)）
- 松岳山古墳（日语：松岳山古墳）

### 路線巴士
- 市内循環巴士「閃耀號」（柏原市的私家巴士（日语：自家用バス），在平日運行，免費乘坐）在西出口和東出口設有巴士站。
  - 柏原市政廳、雁多尾畑方向
- 由於位於道路交通樞紐，此站車出口曾設有近鐵巴士（日语：近鉄バス）總站，前往阿倍野橋、河內松原站、堺東站及王寺站各方向（在1990年前，奈良交通（日语：奈良交通）設有巴士路線來往近鐵大和高田站）。在西出口側也設有巴士路線，但以上路線於1996年廢止。只剩下前往雁多尾畑（日语：／）的本地巴士路線。在2006年7月，該路線轉讓給柏原市市內循環巴士後，在此站出發的一般巴士路線均消失。但是，在此站到達的班次中，還有從大阪教育大學柏原校園的尾班車經大阪教育大前站前往此站。
- 在1982年，東出口迴旋路完成前，巴士需沿國道165號前往巴士折返地點。在完成後，該折返地點變成為LIFE的停車場。
- 西出口的迴旋路較遲建成，西出口側的巴士路線需在近國分西一丁目的巴士站前折返。

## 相鄰車站
近畿日本鐵道
 大阪線
■快速急行
通過
■急行
布施（D06）－河內國分（D18）－五位堂（D23）
■準急（当駅から大阪教育大前駅方の各駅に停車）
高安（D13）－河內國分（D18）－大阪教育大前（D19）
■區間準急、■普通
安堂（D17）－河內國分（D18）－大阪教育大前（D19）
- 在舉行近鐵鐵道節時，部分急行停高安站。在近畿大學入學試舉行日或開放日，部分急行停長瀨站。在大學入試中心考試日或大阪教育大學二次入學試日，部分急行停大阪教育大前站。

## 外部連結
- 河內國分 - 近畿日本鐵道